# Praxis mit Meerblick – Alte Freunde
Alte Freunde ist ein deutscher Fernsehfilm von Jan Ruzicka aus dem Jahr 2020. Es handelt sich um den siebten Film der ARD-Reihe Praxis mit Meerblick mit Tanja Wedhorn als Ärztin Nora Kaminski in der Hauptrolle und Benjamin Grüter, Dirk Borchardt, Patrick Heyn, Anne Werner, Morgane Ferru, Lukas Zumbrock, Michael Kind, Petra Kelling, Kai Ivo Baulitz und Julia Schäfle in tragenden Rollen.
Die Erstausstrahlung des Films erfolgte am 6. März 2020 auf dem ARD-Sendeplatz Endlich Freitag im Ersten.

## Handlung
Die Zusammenarbeit von Nora Kaminski und Dr. Hannes Stresow hat sich nach dem tragischen Tod von Dr. Freese, Noras gutem Freund und Praxispartner, langsam eingependelt. Dr. Stresow, der lang in der Schweiz gearbeitet hat, ist auf die Insel zurückgekehrt, um sich um die beiden Kinder seiner schwer erkrankten Schwester zu kümmern. Nach einem Einsatz mit dem Notarztwagen, bei dem Nora den Sassnitzer Schulleiter Thorsten Thieme nach einer Strandschlägerei verarztet hat, steht plötzlich Doro Kaminski im Garten von Roswitha Wing, bei der Nora wohnt. Sie hat eine lebensgroße Figur eines bärtigen Seemannes bei sich, die sie Nora unbedingt schenken will und erzählt, dass sie sie einfach habe kennenlernen wollen, bevor man sich eventuell am Strand über den Weg laufe. Doro ist die Frau von Noras Ex-Mann Peer. Peer hat auf der Insel nicht nur ein Appartement gekauft, sondern auch ein Boot. Daher werde man sich in Zukunft wohl häufiger sehen, meint Doro zu Nora und meint außerdem, Nora mitteilen zu müssen, dass Peer und sie planen würden, ein Baby zu bekommen.
Thorsten Thieme weist Auffälligkeiten auf, denen Nora auf den Grund gehen will. Er war vor etwa zehn Jahren an Lymphknotenkrebs erkrankt und vor drei Jahren letztmals bei einer Untersuchung. Da sei alles okay gewesen, versichert er der Ärztin, die festgestellt hat, dass seine Herzfrequenz zu hoch ist. Thieme meint, er habe in letzter Zeit öfter geschwollene Beine und schwitze schnell, eventuell sei der Krebs zurückgekommen. Als Thieme die Praxis verlässt, läuft er Hannes Stresow in die Arme. Er fragt danach, wie es seiner Schwester gehe. Stresow erläutert Nora auf Nachfrage, dass er und Thieme dieselbe Schulklasse besucht hätten. Auf nähere Nachfrage reagiert der Arzt gereizt.
Als Nora Thieme einen wichtigen Termin mitteilen will, ihn telefonisch aber nicht erreicht und bei ihm zu Hause vorbeischaut, findet sie ihn zusammengebrochen im Garten. Sie weist ihn sofort ins Krankenhaus ein. Dr. Stresow überrascht Nora mit der Mitteilung, er habe die Windpocken. Da sie nun auch noch seine Termine übernehmen muss, gerät Nora in Schwierigkeiten. Zumindest gibt es eine gute Nachricht für Thieme hinsichtlich seiner Angst, der Krebs könne zurückgekehrt sein. Das ist nicht der Fall. Allerdings hat er einen Herzklappenfehler. Er braucht möglichst schnell eine neue Herzklappe.
Als Nora ihren Ex-Mann Peer am Abend auf seinem Boot besucht, erliegen beide der momentanen Stimmung und schlafen miteinander. Doro, die krankhaft eifersüchtig sei, wie Peer Nora erzählt, ist zurück nach Berlin gefahren. Am anderen Morgen ist Nora wütend auf sich selbst und flieht fast von Bord.
In der Schule ereignet sich ein Zwischenfall wegen der allgemeinen Teilnahme am Schwimmunterricht, als Stresows Nichte Lisa sich weigert, daran teilzunehmen, da sie schon schwimmen könne. Daraufhin gerät der Arzt mit der Lehrerin Michelle Pfeiffer, die Thieme in seiner Klasse vertritt, aneinander. Als Nora, die dem Gespräch beigewohnt hat, wissen will, was da eben abgelaufen sei, erzählt Stresow ihr, dass Thieme und er zusammen in einer Abiturklasse gewesen seien. Drei Monate vor dem Abi sei er von der Schule geflogen. Er habe an der Bushaltestelle einen Honecker-Witz erzählt, über den alle gelacht hätten – auch Thieme, obwohl er in der FDJ gewesen sei. Allerdings habe er nicht gewusst, dass an der Haltestelle auch die Frau eines hohen Funktionärs gestanden habe. Das sei es dann mit dem Abi gewesen. Als Schülervertreter habe Thieme zusammen mit der Schulleitung sein feindlich-negatives Verhalten verurteilt. Und ausgerechnet so jemand praktiziere jetzt die alten DDR-Methoden an seiner Schule, an den Kindern seiner Schwester. Er sei stolz auf Lisa. Sie habe sein Nein-Sager-Gen geerbt.
Thieme gesteht Nora in einem vertraulichen Moment, das, was ihn wirklich umbringe, sei seine verdammte Einsamkeit. Er bittet sie außerdem, ihm vor seiner Herzoperation noch ein Gespräch mit Stresow zu vermitteln. Er möchte diese Sache vorher geklärt wissen. Zu Stresow meint er dann, er habe ihn seinerzeit aus Feigheit und Opportunismus hängenlassen. Auch wenn er trotzdem Abitur gemacht habe und Arzt geworden sei, ändere das nichts daran, dass er ihn und ihre Freundschaft verraten habe. Er habe beschlossen, sein damaliges Verhalten vor seiner Klasse zu thematisieren. Stresow bietet ihm an, bei dieser Beichte zugegen zu sein. Als Thieme seine Ausführungen beendet hat, steht Stresow auf und umarmt ihn im Beisein der Kinder. An diesem Tag findet zudem in seinem Garten ein Hauskonzert statt, bei dem eine aus Thieme am Schlagzeug, Dr. Heckmann am Saxophon, Michael Kubatsky am Bass und dessen Neffe Patrick an der Gitarre bestehende Combo die erschienenen Gäste musikalisch unterhält. Neben der Musik erwartet sie auch Gegrilltes und Getränke. Die Fäden im Hintergrund hat wieder einmal die Ärztin ohne Doktortitel gezogen.

## Produktion, Hintergrund
Alte Freunde wurde vom 29. April bis zum 1. Juli 2019 in Berlin, Rügen und Stralsund gedreht. Produziert wurde der Film von der Real Film Berlin im Auftrag der ARD Degeto. Die Redaktion lag bei Stefan Kruppa und Sascha Schwingel. Olaf Schwarck und Florian Strutz trugen die Verantwortung für die Aufnahmeleitung, Hartmut Damberg und Sandra Moll (ARD Degeto) für die Produktionsleitung und Ira Wysocki für die Herstellungsleitung. Gunther Eschke war für die Dramaturgie zuständig. Die medizinische Beratung unterlag Dr. Beate Rothermel. Produziert wurde der Film von der Real Film Berlin GmbH im Auftrag der ARD Degeto für das Erste.
Tanja Wedhorn charakterisierte ihre Figur Nora Kaminski in einem dpa-Interview folgendermaßen: „Diese Nora hat etwas sehr Gerades und Direktes, ist wenig süßlich und nicht sehr moderat. Hat guten Humor. Ich mag das alles sehr.“ Die Figur eigne sich wohl auch als Rollenmodell für moderne Frauen.

## Rezeption

### Veröffentlichung, Einschaltquote
Der am 6. März 2020 im Programm der ARD erstmals ausgestrahlte Film wurde von 4,31 Millionen Zuschauern eingeschaltet. Der Marktanteil lag bei 14,0 Prozent.

### Kritik
TV Spielfilm meinte, es gebe „nicht viel Neues in der Reihe“. Sie sei „sympathisch, aber vorhersehbar, mehr Melo als Drama“, weshalb der Daumen sich zur Seite neigte.
Tilmann P. Gangloff bewertete den Film für das Internetportal evangelisch.de und stellte fest: „Wenn eine TV-Reihe über einen langen Zeitraum erfolgreich sein soll, muss es den Machern gelingen, eine wichtige Voraussetzung zu erfüllen: Die Mitwirkenden sollten den Zuschauern wie alte Freunde vorkommen, mit denen man sich regelmäßig trifft.“ Sei „das geschafft“, spiele es auch „keine Rolle, wenn zwischen den Begegnungen zwölf Monate“ lägen; deshalb sei „Nora Kaminski (Tanja Wedhorn), die Heldin von ‚Praxis mit Meerblick‘, umgehend wieder präsent“. Es beeinträchtige den „Genuss des siebten Films“ auch keineswegs, dass man sich bei den Nebenfiguren zwischendurch frage, „wer wohl wie mit wem verwandt“ sei. Zumal Michael Vershinin eine „interessante Geschichte erzähle, deren Hintergrund zurück in die letzten Jahre der DDR“ führe. „Für die Qualität von ‚Alte Freunde‘“ stehe „nicht zuletzt Jan Růžička“. Der Regisseur habe „für die ARD-Tochter Degeto bereits vorzügliche Arbeiten für den Sendeplatz geliefert, als anspruchsvolle Zuschauer noch einen großen Bogen um die seichten Freitagsfilme gemacht“ hätten. Der Kritiker lobte „die gelungene Arbeit Růžičkas mit den Schauspielern, zumal viele Handlungsstränge geschickt eingefädelt“ seien. „Für besonders viel Vergnügen“ sorgten schließlich „die Dialogduelle zwischen den beiden Praxispartnern, zumal Nora ihrem Kollegen manch’ bösen Spruch an den Kopf“ werfe. Es sei „nicht zuletzt diese Mixtur, die den Reiz der Reihe“ ausmache.
Hans Czerny bedauerte auf der Seite des Fernsehmagazins Prisma, dass das „Rügen-Medical keine lang laufende Serie“ sei, „denn die muntere Ärztin Nora (fünf Sterne für Tanja Wedhorn)“ sehe man „doch immer wieder gern in ihrer Reihe ‚Praxis mit Meerblick‘“.
In der Berliner Morgenpost konnte Wolfgang Platzeck dem Film hingegen nichts abgewinnen und sprach von „langweilig-leichte[r]“ Kost und dass es in der Serie nicht auf „Glaubwürdigkeit“ ankomme. Die Folge ‚Alte Freunde‘ gehöre wieder „zu jenen luftleichten Unterhaltungsfilmchen, in denen echte oder angebliche Probleme nur dazu“ dienten, „im Handumdrehen gelöst zu werden. Auf Glaubwürdigkeit, Wahrscheinlichkeit, Schlüssigkeit komm[e] es nicht an“. Der „nie geforderte Zuschauer“ werde „mit einem Alles-wird-gut-Gefühl ins Wochenende entlassen“. Das „könnte man hinnehmen, gäbe es wenigstens den einen oder anderen Überraschungsmoment“. Abschließend führte Platzeck aus: „Wo alles vorhersehbar ist, spielen die Darsteller, nicht alle gleichermaßen auf der Höhe ihrer Kunst, diesem Wissen leider permanent hinterher.“